# Jalen Green
Jalen Romande Green (* 9. Februar 2002 in Merced, Kalifornien) ist ein US-amerikanisch-philippinischer Basketballspieler, welcher seit Juni 2025 bei den Phoenix Suns in der National Basketball Association (NBA) spielt. Green ist 1,98 Meter groß und läuft meist als Shooting Guard auf. Green wurde im NBA-Draft 2021 von den Houston Rockets an 2. Stelle ausgewählt. Er wurde 2018 mit der Nationalmannschaft der USA U17-Weltmeister und wurde zum Most Valuable Player des Turniers ernannt.

## Anfänge
Green wurde in Merced (Kalifornien) geboren, und wuchs dort und in Livingston (Kalifornien) auf. Er ist mütterlicherseits philippinischer Abstammung. In der dritten Klasse zog Green mit seiner Familie nach Fresno um. In der sechsten Klasse spielte er bereits in der Amateur Athletic Union Basketball und trainierte fünf Stunden pro Tag.

### High School
Seine ersten drei High-School-Saisons spielte Green für die San Joaquin Memorial High School in Fresno.
In seiner Freshman-Saison war er bereits Stammmitglied in der Starting Five. In dieser Saison erzielte er pro Spiel durchschnittlich 18,1 Punkte und 9 Rebounds.
In seiner Sophomore-Saison erzielte Green im Durchschnitt 27,9 Punkte und 7,7 Rebounds jede Begegnung und führte damit seine Mannschaft zum Meistertitel in der Central Section Division II und in die Playoffs der CIF Open Division. Er wurde zum National MaxPreps-Sophomore des Jahres ernannt und in das USA Today All-USA California 2nd Team berufen.
Als Junior erzielte Green durchschnittlich 30,1 Punkte, 7,8 Rebounds und 3,6 Assists. Er gewann außerdem mit seiner Schulmannschaft zum zweiten Mal in Folge den Titel in der Central Section Division II. Am Ende der Saison wurde Green zum USA Today All-USA California Spieler des Jahres ernannt und in das All-USA und MaxPreps All-American 2nd Team berufen.
Vor seiner Senior-Saison wechselte er an die Prolific Prep in Napa (Kalifornien). Green erzielte durchschnittlich 31,1 Punkte, 7,5 Rebounds und 5 Assists pro Spiel und führte seine Mannschaft damit zu 31 Siegen (bei 3 Niederlagen). Mit 1008 Punkten in einer Saison stellte er eine neue Bestmarke der Prolific Prep auf. Am Ende des Jahres wurde er zum Sports Illustrated All-American Spieler des Jahres ernannt.

### Rekrutierung
Green wurde in den Talentrangliste der Basketballdienste 247Sports, Rivals und ESPN in der höchsten Kategorie (fünf Sterne) geführt und wurde von allen drei Diensten als bester Shooting Guard der Rekrutierungsklasse 2020 angesehen. Von ESPN wurde Green sogar als bester Spieler des ganzen Jahrgangs geführt. Green erhielt Stipendiumsangebote von zahlreichen Hochschulen der NCAA Division I, von der University of Arizona, der Florida State University und der University of Southern California (USC) erhielt er sogar Angebote, bevor er 15 Jahre geworden war.
Am 16. April 2020 gab Green bekannt, dass er keines der Angebote angenommen hat, sondern dem neuen Programm der NBA G-League beitreten würde, und dort einen Vertrag über ein Jahr unterschrieben hat.

## Professionelle Karriere

### NBA G League Ignite (2020 bis 2021)
Am 16. April 2020 unterschrieb Green bei der NBA G-League einen Vertrag über ein Jahr im Wert von 500.000 US-Dollar und trat somit der Mannschaft NBA G League Ignite in Walnut Creek (Kalifornien) als Teil des neuen Entwicklungsprogramms bei. Green ist der erste Spieler, welcher bekanntgab, dass er an diesem Programm teilnehmen würde.

### Houston Rockets (seit 2021)
Am 29. Juli 2021 wurde Green im NBA-Draft 2021 von den Houston Rockets ausgewählt. Bei der Wahl zur Rookie-Auswahl der Saison wurde er ins erste Team gewählt.

## Nationalmannschaft
Green vertritt die Vereinigten Staaten auf internationaler Ebene, hat jedoch wegen seines mütterlicherseits philippinischen Hintergrunds bereits Interesse gezeigt, für die Philippinen zu spielen.
Sein Debüt für die Vereinigten Staaten gab er 2017 bei der FIBA-U16-Amerikameisterschaft in Formosa (Argentinien). In fünf Spielen erzielte er durchschnittlich 9,8 Punkte, 2 Rebounds und einen Steal pro Spiel und verhalf seiner Mannschaft damit zur Goldmedaille. 2018 nahm er an der FIBA-U17-Weltmeisterschaft in Argentinien teil, er legte im Durchschnitt 15,7 Punkte, 2,3 Rebounds und 1,7 Assists pro Spiel auf, und verhalf den USA zum zweiten Jahr in Folge zu einer Goldmedaille. Er wurde als bester Spieler der WM ausgezeichnet. 2019 vertrat er erneut die Vereinigten Staaten, diesmal bei der FIBA-U19-Weltmeisterschaft in Iraklio (Griechenland). Er war der jüngste Spieler der Mannschaft, erzielte im Durchschnitt 10,1 Punkte, 2,1 Rebounds sowie 1,7 Steals pro Spiel und wurde mit den Vereinigten Staaten Weltmeister.

## Karriere-Statistiken

### NBA

#### Reguläre Saison
| Saison  | Team    | GP  | GS  | MPG  | FG % | 3P % | FT % | RPG | APG | SPG | BPG | PPG  |
| ------- | ------- | --- | --- | ---- | ---- | ---- | ---- | --- | --- | --- | --- | ---- |
| 2021–22 | Houston | 67  | 67  | 31.9 | .426 | .343 | .797 | 3.4 | 2.6 | 0.6 | 0.3 | 17.3 |
| 2022–23 | Houston | 76  | 76  | 34.2 | .416 | .338 | .786 | 3.7 | 3.7 | 0.8 | 0.2 | 22.1 |
| 2023–24 | Houston | 82  | 82  | 31.7 | .423 | .332 | .804 | 5.2 | 3.5 | 0.8 | 0.3 | 19.6 |
| Gesamt  | Gesamt  | 225 | 225 | 32.6 | .421 | .337 | .794 | 4.1 | 3.3 | 0.8 | 0.3 | 19.8 |

### NBA G-League

#### Hauptrunde
| Saison  | Team   | GP | GS | MPG  | FG%  | 3P%  | FT%  | RPG | APG | SPG | BPG | PPG  |
| ------- | ------ | -- | -- | ---- | ---- | ---- | ---- | --- | --- | --- | --- | ---- |
| 2020/21 | Ignite | 15 | 15 | 32.0 | .461 | .365 | .829 | 4.1 | 2.8 | 1.5 | .3  | 17.9 |

#### Playoffs
| Saison  | Team   | GP | GS | MPG  | FG%  | 3P%  | FT%  | RPG | APG | SPG | BPG | PPG  |
| ------- | ------ | -- | -- | ---- | ---- | ---- | ---- | --- | --- | --- | --- | ---- |
| 2020/21 | Ignite | 1  | 1  | 41.0 | .550 | .300 | .571 | 5.0 | 7.0 | 3.0 | .0  | 30.0 |